# 천화사
천화사(闡華寺)는 대한민국 경기도 부천시 원미구 춘의동에 위치해 있는 절로, 계남로301번길 5번지에 있다.